# Sljepić
Sljepić (Anguis fragilis) je neobična vrsta guštera.
Ova vrsta životinje dosta je nalik zmiji, no on je zapravo gušter koji nema noge puput blavora. Njegovo tijelo je dugačko do 40 cm. Glava mu je mala i na njoj se nalaze manje oči s kapcima s kojima migaju. Također, za razliku od zmija, kao i svi gušteri imaju vidljive ušne otvore. Jezik im je reckast, dok je u zmija više račvast. Isto tako, uzorak njegovog trbuha je potpuno drugačiji od onog u zmija. Koža im je glatka sa šarama koje se ne preklapaju.
Aktivni su tijekom dana i noći mnogo vremena provode rujući kroz tlo ali povremeno ih se može naći kako se griju na suncu. Češće ih nalazimo skrivene ispod stijena, u visokoj travi i drugim sličnim vlažnim okruženjima. Mesožderi su i uglavnom se hrane puževima i crvima. Ženka rađa žive mlade, tj. viviparne su. Ženka često ima prugu duž kralježnice i tamne bočne strane, dok mužjak može imati plave pjege. Ovi gušteri poznati su i po izuzetno dugom životnom vijeku - doživi i do 30 godina u divljini, a u zatočeništvu i do 50 godina.
Ako mu neprijatelj kojim slučajem odgrize rep, on će mu ponovno narasti (no rijetko kad na njegovu prvotnu dužinu) kao i u ostalih guštera, ali mu rep izrasta samo jedanput. Sljepićev zimski san traje 6 mjeseci - od listopada do ožujka. Bezopasan je, ali često nastrada u susretu s ljudima jer ga mnogi zamijene za zmiju. No, najveći uzrok njihove smrtnosti u prigradskim područjima smatra se domaća mačka, od koje nema obrane.
Na kraju valja napomenuti kako je sljepić naša zaštićena životinjska vrsta. U Republici Hrvatskoj ova zaštita je određena Pravilnikom o zaštiti pojedinih vrsta gmazova (Reptilia), Državne uprave za zaštitu kulturne i prirodne baštine, temeljem članka 13. stavka 2. Zakona o zaštiti prirode. Prema ovom zakonu pojedina biljna i životinjska vrsta koja ima zaštitu Države je vrsta koja je ugrožena ili rijetka. Strogo je zabranjena svaka radnja kojom je se ometa i uznemiruje u njenom prirodnom životu i slobodnom razvoju (rastjerivanje, proganjanje, hvatanje, držanje u rukama ili zatočeništvu, ozljeđivanje i njegovo ubijanje, te oštećivanje njihovih gnijezda ili legla i obitavališta). Zabranjeno je i prikrivanje, prodaja, kupnja i otuđivanje ili pribavljanje na drugi način zaštićene biljke i životinje, kao i njegovo prepariranje.

## Vanjske poveznice
|  | Zajednički poslužitelj ima stranicu o temi sljepić |
|  | Wikivrste imaju podatke o taksonu sljepiću         |